# انعدام التلافيف الصعلي
يُعدّ انعدام التلافيف الصعلي (إم إل آي إس) اضطرابًا خلقيًا نادرًا في الدماغ يجمع بين الصعل أو صغر الرأس الشديد (رأس صغير) وانعدام التلافيف (دماغ ذو سطح أملس بسبب غياب الأتلام والتلافيف). إن انعدام التلافيف الصعلي اضطراب متغاير، أي تقف خلفه أسباب مختلفة ويتسم بمسار سريري متغير. يجسد المرض تشوهًا في التطور القشري (إم سي دي) يحدث بسبب فشل الهجرة العصبية بين الشهرين الثالث والخامس من الحمل، إضافةً إلى تشوهات الخلايا الجذعية. عُثر على العديد من الجينات المرتبطة بانعدام التلافيف الصعلي، لكن الفيزيولوجيا المرضية ما تزال غير مفهومة تمامًا.
يُشترط تسمك القشرة الدماغية تسمكًا غير طبيعي ليحدد اجتماع انعدام التلافيف مع صغر الرأس الخلقي الشديد على أنه حالة انعدام تلافيف صعلي، أما وجود المزيج مع سماكة قشرية طبيعية (2.5 ملم - 3 ملم) يُعرف باسم «صغر الرأس مع نمط تلفيفي مبسط» (إم إس جي بّي). يتسم كل من (إم إل آي إس) و (إم إس جي بّي) بمسار سريري أكثر شدة من صغر الرأس وحده، ويورثان بوراثةً متنحيةً. استُخدم مصطلح «انعدام التلافيف الصعلي» قبل عام 2000 لوصف الحالتين.

## الأنواع
يمثل انعدام التلافيف الصعلي واحدًا من خمسة أنواع فرعية من انعدام التلافيف. يمكن تصنيف انعدام التلافيف الصعلي بدوره استنادًا إلى التصوير الطبي والصورة السريرية إلى 4 أنواع:

### إم إل آي إس 1 (MLIS1)
انعدام التلافيف الصعلي من النوع إيه أو متلازمة نورمان روبرتس (إن آر إس): انعدام تلافيف صعلي مع قشرة سميكة دون تشوهات تحت الخيمة.[بحاجة لمصدر]
قد تشمل السمات السريرية الأخرى: تضيق صدغي مزدوج، وجذر أنفي عريض. يحصل أيضًا تأخر في النمو بعد الولادة، وتخلف عقلي شديد مقترن بشناج هرمي وصرع. قد يطابق هذا الكيان المرضي حالة «انعدام التلافيف مع نقص تنسج المخيخ من النوع ب (إل سي إتش بي)، وعليه يرتبط بطفرات جين الريلين.

### إم إل آي إس 2 (MLIS2)
انعدام التلافيف الصعلي من النوع ب أو متلازمة انعدام التلافيف الصعلي لبارث: انعدام تلافيف صعلي مع قشرة سميكة ونقص تنسج شديد في المخيخ وجذع الدماغ. يُعد نوع بارث أشد أنواع إم إل آي إس من بين جميع متلازمات انعدام التلافيف المعروفة.[بحاجة لمصدر]
يتألف النمط الظاهري هنا من موه السلى (ربما يحدث بسبب سوء عملية البلع عند الجنين)، وصغر الرأس الخلقي الشديد، وضعف الجهد التنفسي، ومعدل بقيا لا يتجاوز بضع ساعات أو أيام. وصف بارث حالتين من هذا النوع لشقيقين يعانيان انخفاضًا شديدًا في وزن الدماغ، وبطينين عريضين، وقشرة جديدة رقيقة للغاية، وغياب الجسم الثفني، وغياب العصب الشمي.

### إم إل آي إس 3 (MLIS3)
انعدام تلافيف صعلي مع قشرة متوسطة السماكة ومدروج أمامي خلفي مفاجئ.

### إم إل آي إس 4 (MLIS4)
انعدام تلافيف صعلي مع قشرة خفيفة إلى متوسطة السماكة (6-8 ملم)، مع عدم تخلق الجسم الثفني.

## تجلي المرض
يعاني مرضى انعدام التلافيف الصعلي الشناج والنوبات وتأخرًا شديدًا في النمو وإعاقات ذهنية مع معدل بقيا يتراوح من أيام إلى سنوات. قد يعاني المرضى أيضًا سمات قحفية وجهية مشوهة، وأعضاء تناسلية غير طبيعية، واعوجاج مفاصل.
قد يظهر انعدام التلافيف الصعلي كجزء من متلازمة بارايتسر-وينتر التي تشمل أيضًا الإطراق، والثلامة، وفقدان السمع، وصعوبات التعلم. علاوة على ذلك، يمثل المرض الخلل التنموي الدماغي المميز في «القزامة الأولية الصعلية مختلة التنسج العظمي» (إم أو بّي دي 1). قد يترافق انعدام التلافيف الصعلي مع صغر الأطراف، مثلما هو الحال في متلازمة بازل-فاناغيت-سيروتا (المعروفة أيضًا باسم متلازمة انعدام التلافيف الصعلي-صغر الأطراف).[بحاجة لمصدر]